# Macey Stewart
Macey Stewart (nascida em 16 de janeiro de 1996 em Devonport na Tasmânia) é uma ciclista australiana. É especialista da pista, mas participa igualmente em provas em estrada.

## Biografia
Começa no ciclismo à idade de oito anos, que seguem o exemplo dos seus irmãos mais velhos. Em 2012, é vítima de um acidente durante um critério que o impede de participar nos campeonatos da Austrália em estrada. Em 2013, aos campeonatos da Austrália em estrada, faz parte da escapada ganhadora mas sofre de câimbras a cinco quilómetros da chegada.
Em 2014, é atingida por trás por um automobilista distraído. Por sorte, não é que pouco ferida ligeiramente.. Em abril de 2015, cai pesadamente durante a Dwars door de Westhoek
A meado de 2016, anuncia pôr em pausa a sua carreira. Retoma a competição em maio de 2017.

## Palmarés em pista

### Campeonatos mundiais juniores
| Edição / Prova | Omnium    | Perseguição por equipas |
| Glasgow 2013   | 4.º       | Bronze                  |
| Seul 2014      | Agora bem | Oro                     |

### Copa do mundo
- 2014-2015
  -     - 1.ª da perseguição por equipas em Cali (com Lauren Perry, Alexandra Manly e Elissa Wundersitz)
- 2018-2019
  -     - 1.ª da perseguição por equipas a Saint-Quentin-en-Yvelines (com Ashlee Ankudinoff, Georgia Baker e Kristina Clonam)

  - 3.º da americana a Saint-Quentin-en-Yvelines

### Campeonato Oceânico
| Edição / Prova    | Perseguição individual | Perseguição por equipas | Corrida por pontos | Estadounidense |
| Invercargill 2015 | Prata                  | Prata                   | Ouro               |                |
| Cambridge 2017    |                        | Prata                   |                    | Ouro           |
| Adelaide 2018     |                        | Ouro                    |                    | Ouro           |

### Campeonato da Austrália
- 2010
  -  Campeã da Austrália do scratch mínimos
  -  Campeã da Austrália da perseguição individual mínimas
  -  Campeã da Austrália de 500 m mínimas
  - 2.º da velocidade mínimas
- 2011
  - 2.º da perseguição por equipas cadetes
- 2012
  -  Campeã da Austrália da perseguição individual cadetes
  - 2.º do scratch cadetes
  - 3.º da velocidade por equipas
  - 3.º do 500 me '
- 2013
  -  Campeã da Austrália da corrida por pontos juniores
  - 2.º da perseguição juniores
  - 2.º do scratch juniores
  - 3.º do omnium juniores
- 2014
  -  Campeã da Austrália da perseguição por equipas (com Georgia Baker, Amy Cure e Lauren Perry)
  -  Campeã da Austrália da corrida por pontos juniores
  - 3.º da perseguição juniores
  - 3.º do scratch juniores
- 2015
  -  Campeã da Austrália da perseguição por equipas (com Georgia Baker, Amy Cure e Lauren Perry)
  - 2.º da americana (com Georgia Baker)
- 2017
  -  Campeã da Austrália de carreira à americana (com Kristina Clonam)
- 2018
  -  Campeã da Austrália de omnium

### Outro
- 2014
  - Vencedor da corrida por pontos da Super Drome Cup em Adelaide
  - 2.º do scratch da Súper Drome Cup em Adelaide
  - 2.º do scratch South Australian Track Classic em Adelaide
  - 2.º do scratch do Adelaide Cycling Grande Prêmio
  - 3.º da corrida por pontos da South Australian Track Classic em Adelaide
  - 3.º da corrida por pontos do Adelaide Cycling Grande Prêmio

## Palmarés em estrada

### Palmarés por anos
- 2011
  -  Campeã da Austrália em estrada cadetes
- 2013
  - 3.º do campeonato da Austrália da contrarrelógio juniores
- 2014
  -  Campeã do mundo da contrarrelógio juniores
  -  Campeã da Austrália em estrada juniores
  - 2.º do campeonato da Austrália da contrarrelógio juniores

### Classificações mundiais
Em 2015, não era classificada pelo UCI.